# Mahima Chaudury
Mahima Chaudury (født 13. september 1973) er en indisk bollywood-skuespiller. Hun debuterede i Subhash Ghais Pardes fra 1997.

## Filmografi
- Pardes (1997) som Kusum Ganga
- Tere Naam (2003)